# Izačić

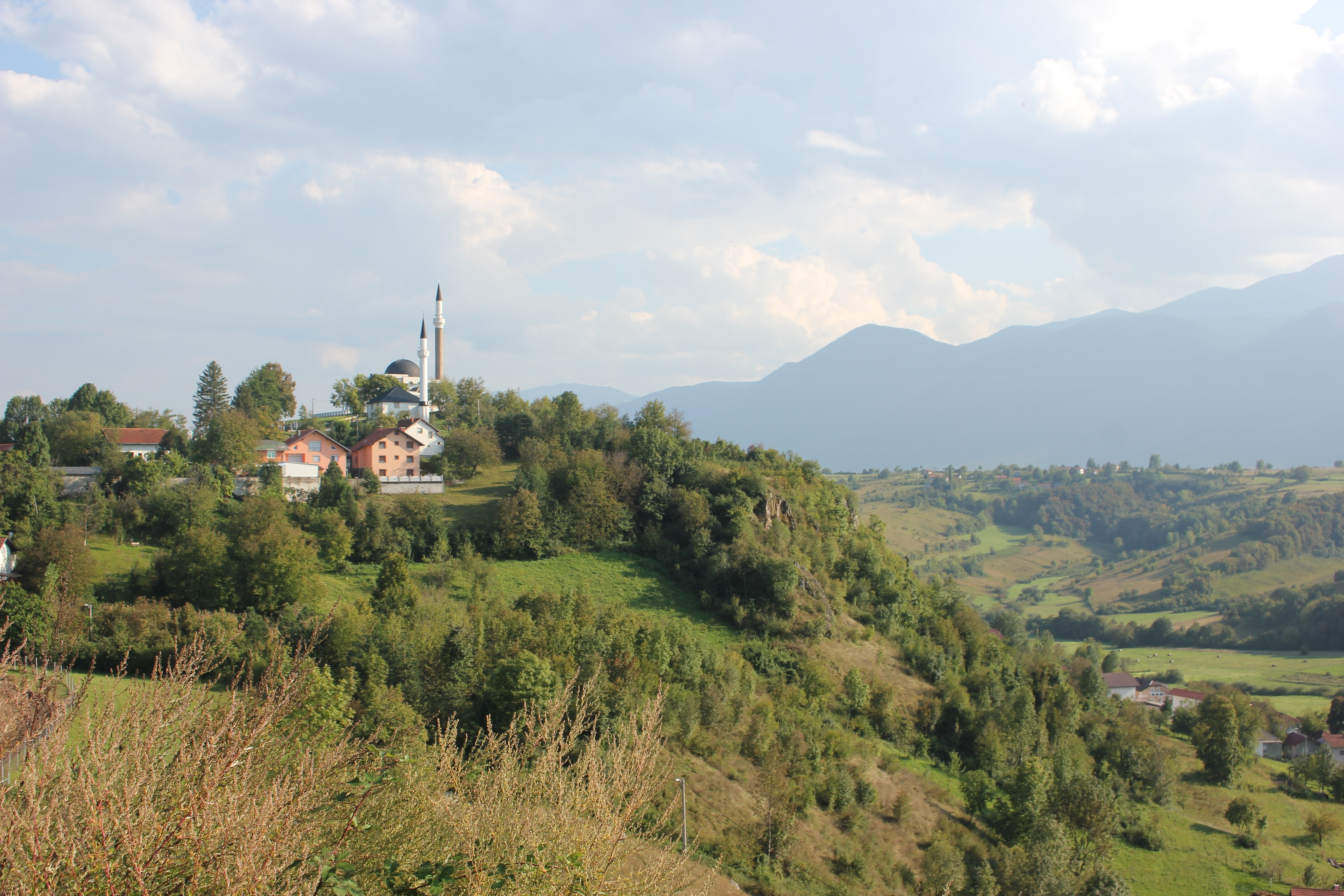
Izačić (2018)

Izačić (kyrillisch: Изачић) ist eine Ortschaft in Bosnien und Herzegowina.

## Lage
Izačić liegt in der Gemeinde Bihać, im äußersten Nordwesten Bosniens, in der Föderation Bosnien und Herzegowina. Es ist von dem Plješevica Gebirge und Prtošanj Berg umgeben, und liegt etwa drei Kilometer von der kroatischen Grenze entfernt.

## Besonderheiten
Der Grenzübergang granični prijelaz Izačić befindet sich am Ortsende und stellt damit den letzten Ort für Grenzgänger in die Europäische Union dar. Bekannt wurde Izačić im Bosnienkrieg durch die Operation Tigar 94, welche unter anderem dort stattfand.

## Bevölkerung
Stand 2013 lebten 1008 Menschen in Izačić.
| Ethnie    | Anzahl | Anteil in % |
| --------- | ------ | ----------- |
| Bosniaken | 0975   | 096,7       |
| Sonstige  | 0033   | 003,3       |
| Gesamt    | 1008   | 100         |